# Солари, Пабло
Па́бло Се́сар Сола́ри Ферре́ра (исп. Pablo César Solari Ferreyra; род. 22 марта 2001, Аризона, Сан-Луис) — аргентинский футболист, вингер московского «Спартака».

## Клубная карьера

### Ранние годы
Свои первые шаги в футболе Солари сделал в восемь лет в академии клуба «Аризона» из своей родной деревни, провинции Сан-Луис. В возрасте 13 лет отец отвёл его в школу «Румбо а Велес», где он продолжил обучаться игре в футбол, а в возрасте 14 лет Солари провёл неделю на просмотре в «Ривер Плейте», но семья решила не отпускать его в связи с его юным возрастом. В 2014 году скаут клуба «Велес Сарсфилд» пригласил его на просмотр в академию их клуба, но там его кандидатуру не стали рассматривать. В 2014 году Солари перешёл в академию клуба «Тальерес» по приглашению их скаута. В 2020 году игрок был включён в заявку на сезон последних, однако так и не дебютировал за «Тальерес».

### «Коло-Коло»
20 ноября 2020 года Солари на правах аренды перешёл в чилийский «Коло-Коло» до 31 января 2021 года с возможностью продления соглашения, после того, как Маркос Боладос получил травму и команда осталась без нападающих, а ассистент главного тренера Лемма Вальтер, тренировавший Солари в «Тальересе», порекомендовал пригласить его в «Коло-Коло». Дебютировал за клуб 5 декабря 2020 года в матче 21-го тура чилийской Примеры против «Уачипато» (2:2), выйдя на 64-й минуте встречи вместо Матиаса Фернандеса. 17 февраля 2021 года в поединке против «Универсидад де Консепсьон» (1:0) Солари забил свой первый мяч за «Коло-Коло», принеся своей команде победу в матче за право выступления в высшем дивизионе Чили. Спустя два дня Солари был назван почётным гражданином своей родной Аризоны. 2 февраля 2021 года арендное соглашение с Солари в «Коло-Коло» было продлено до 31 декабря 2021 года.
В 2021 году он помог команде завоевать Кубок Чили: 1 сентября 2021 года в ответном матче полуфинала Кубка Чили против «Унион Эспаньола» (3:2) Солари забил два мяча и помог клубу выйти в финал турнира, а в финале 4 сентября 2021 года он забил один из мячей в победном матче с «Эвертоном» (4:0) и помог «Коло-Коло» завоевать титул, также он был признан лучшим игроком турнира. В декабре 2021 года «Коло-Коло» выкупил 80 % прав на Солари у «Тальереса» за 1,3 миллиона долларов и подписал с ним контракт до 2025 года. 23 января 2022 года принимал участие в матче за Суперкубок Чили против клуба «Универсидад Католика» (2:0) и вместе с клубом стал его обладателем. 8 апреля 2022 года в своём дебютном матче на Кубке Либертадорес против бразильской «Форталезы» (2:1) Солари забил мяч. 29 июня 2022 года в поединке Южноамериканского кубка против «Интернасьонала» (2:0) Пабло отличился забитым мячоом. По итогам сезона 2022 вместе с клубом стал чемпионом Чили, а также вошёл в символическую сборную чемпионата. Всего за «Коло-Коло» провёл во всех турнирах 71 матч и забил 16 мячей.

### «Ривер Плейт»
18 июля 2022 года Солари перешёл в «Ривер Плейт», подписав контракт до декабря 2026 года. В клубе он был призван заменить Хулиана Альвареса, который перешёл в «Манчестер Сити». Сумма трансфера составили пять миллионов евро за 60 % прав на Солари, а его бывшие команды «Коло-Коло» и «Тальерес» оставили себе по 20 % прав. Дебютировал за «Ривер Плейт» 21 июля 2022 года в матче 9-го тура аргентинской Примеры против клуба «Химнасия Ла-Плата» (1:0), выйдя на 62-й минуте встречи вместо Сантьяго Симона. 13 августа 2022 года в поединке 13-го тура чемпионата Аргентины против «Ньюэллс Олд Бойз» (4:1) Солари сделал «дубль», забив свои первые мячи за «Ривер Плейт». 31 августа 2022 года Солари оформил хет-трик в матче 1/8 финала Кубка Аргентины против клуба «Дефенса и Хустисия» (4:0). В своих первых восьми матчах за «Ривер Плейт» Солари забил семь мячей.
В 2023 году Солари в матчах Кубка Либертадорес против перуанского «Спортинг Кристал» и «Интернасьонала» отличался забитыми мячами: перуанскому клубу он забил один мяч, а в матче против бразильской команды оформил «дубль». 23 июля 2023 года Солари забил два мяча в игре 26-го тура чемпионата Аргентины против «Росарио Сентраль» (3:3). 27 августа 2023 года в матче 2-го тура Кубка Профессиональной лиги Аргентины против «Барракас Сентраль» Солари отличился двумя забитыми мячами. 22 декабря 2023 года вместе с клубом стал обладателем Трофея чемпионов Аргентины в матче против «Росарио Сентраль» (2:0). По итогам сезона 2023 Солари вместе с «Ривер Плейтом» стал чемпионом Аргентины. 13 марта 2024 года Солари принял участие в матче за Суперкубок Аргентины против клуба «Эстудиантес» (2:1), став вместе с клубом его обладателем. 2 ноября 2024 года в матче 20-го тура чемпионата Аргентины против «Банфилда» (3:1) он оформил «дубль». 8 декабря 2024 года Солари вновь забил два мяча, отличившись в игре 26-го тура чемпионата Аргентины против «Росарио Сентраль» (4:0). Всего за «Ривер Плейт» провёл 110 матчей, в которых забил 30 мячей и сделал 17 результативных передач.

### «Спартак» (Москва)
11 февраля 2025 года перешёл в московский «Спартак», подписав контракт на 4,5 года. Сумма трансфера аргентинца составила около 12 миллионов евро. В новом клубе выбрал себе 7-й игровой номер. Дебютировал за «Спартак» 2 марта 2025 года в матче 19-го тура чемпионата России против «Оренбурга» (2:0), выйдя на 74-й минуте игры вместо Тео Бонгонды и в компенсированное ко второму тайму время с передачи Маркиньоса забил свой первый мяч за клуб.

## Карьера в сборной
В 2019 году был вызван Эстебаном Солари в состав сборной Аргентины до 18 лет для участия на турнире в Алькудии. На турнире он забил мяч в матче открытия против сверстников из Мавритании, завершившемся победой со счётом 4:1. Всего за сборную до 18 лет Солари провёл четыре матча и забил один мяч. В 2019 году также вызывался Фернандо Батистой в состав сборной Аргентины до 20 лет, за которую провёл два матча. В 2023 году был вызван Хавьером Маскерано в состав сборной Аргентины до 23 лет, дебютировав 14 октября 2023 года в товарищеском матче против сверстников из Венесуэлы (1:1). В своём следующем матче, 18 ноября 2023 года, Солари забил свой первый мяч за сборную до 23 лет, отличившись в товарищеском матче против японцев (2:5). В январе 2024 года Солари был одним из тех, кого Маскерано вызвал на предолимпийский турнир. 8 февраля 2024 года он забил один из мячей во встрече против Парагвая (3:3).

## Личная жизнь
Солари — сын футболиста Виктора Солари, который в 1990-х годах выступал в региональной лиге Аргентины за «Реалико Спортинг». У него также есть три брата-футболиста: Сантьяго, Матео и Хуан.

## Достижения

### Командные
«Коло-Коло»
- Чемпион Чили: 2022[англ.]
- Обладатель Кубка Чили: 2021[англ.]
- Обладатель Суперкубка Чили: 2022[англ.]

«Ривер Плейт»
- Чемпион Аргентины: 2023
- Обладатель Трофея чемпионов Аргентины[англ.]: 2023[англ.]
- Обладатель Суперкубка Аргентины: 2023[англ.]

### Личные
- Лучший игрок Кубка Чили: 2021[13]
- Почётный гражданин Аризоны[исп.] (2021)[9]
- Вошёл в состав символической сборной чемпионата Чили: 2022[18]

## Статистика
| Выступление      | Выступление      | Выступление      | Лига | Лига | Кубок | Кубок | Конт. | Конт. | Прочие | Прочие | Итого | Итого |
| Клуб             | Лига             | Сезон            | Игры | Голы | Игры  | Голы  | Игры  | Голы  | Игры   | Голы   | Игры  | Голы  |
| ---------------- | ---------------- | ---------------- | ---- | ---- | ----- | ----- | ----- | ----- | ------ | ------ | ----- | ----- |
| Коло-Коло        | Примера          | → 2020           | 8    | 0    | —     | —     | —     | —     | 2      | 1      | 10    | 1     |
| Коло-Коло        | Примера          | → 2021           | 28   | 4    | 6     | 4     | —     | —     | —      | —      | 34    | 8     |
| Коло-Коло        | Примера          | 2022             | 17   | 5    | 1     | 0     | 8     | 2     | 1      | 0      | 27    | 7     |
| Коло-Коло        | Итого            | Итого            | 53   | 9    | 7     | 4     | 8     | 2     | 3      | 1      | 71    | 16    |
| Ривер Плейт      | Примера          | 2022             | 17   | 5    | 2     | 3     | —     | —     | —      | —      | 19    | 8     |
| Ривер Плейт      | Примера          | 2023             | 21   | 5    | 16    | 4     | 8     | 3     | 2      | 0      | 47    | 12    |
| Ривер Плейт      | Примера          | 2024             | 22   | 6    | 12    | 3     | 9     | 1     | —      | —      | 43    | 10    |
| Ривер Плейт      | Примера          | 2025             | 1    | 0    | —     | —     | —     | —     | —      | —      | 1     | 0     |
| Ривер Плейт      | Итого            | Итого            | 61   | 16   | 30    | 10    | 17    | 4     | 2      | 0      | 110   | 30    |
| Спартак (Москва) | Премьер-лига     | 2024/25          | 11   | 2    | 4     | 0     | —     | —     | —      | —      | 15    | 2     |
| Спартак (Москва) | Премьер-лига     | 2025/26          | 5    | 1    | 2     | 1     | —     | —     | —      | —      | 7     | 2     |
| Спартак (Москва) | Итого            | Итого            | 16   | 3    | 6     | 1     | —     | —     | —      | —      | 22    | 4     |
| Всего за карьеру | Всего за карьеру | Всего за карьеру | 131  | 28   | 45    | 15    | 25    | 6     | 2      | 0      | 203   | 49    |

1. ↑  Континентальные кубки: Южноамериканский кубок; Кубок Либертадорес.
2. ↑  Матчи за право выступления в чемпионате Чили; Суперкубок Чили; Суперкубок Аргентины; Трофей чемпионов Аргентины[англ.].